# Bisoprolol
Bisoprolol is een lipofiele selectieve bètablokker. Het zorgt ervoor dat het hart minder snel gaat kloppen, waardoor de bloeddruk daalt. Bisoprolol wordt voorgeschreven bij hypertensie en hartfalen. Ook wordt het gebruikt bij stabiele angina pectoris, waarbij het de pijn op de borst vermindert. Daarnaast wordt het gebruikt bij hoog-risicopatiënten die een operatie moeten ondergaan als preventief middel om hartproblemen te voorkomen. De merknaam is Emcor.
De stof is opgenomen in de lijst van essentiële geneesmiddelen van de WHO.

## Bijwerkingen
De volgende bijwerkingen kunnen voorkomen: doorbloedingsstoornissen, bloeddrukdaling, hoofdpijn, een trage hartslag (bradycardie), vermoeidheid, slaapproblemen, stemmingsveranderingen, nachtmerries,verwardheid, hallucinaties, bronchospasme (astma-aanval), droge ogen en erectiele disfunctie.